# ウォーレス・リード
ウォーレス・リード（Wallace Reid、1891年4月15日 - 1923年1月18日）は、アメリカ合衆国の俳優。無声映画時代のマチネ・アイドル（女性に人気の美男俳優）の代表格で、ロマンチックな恋人役が多かったことから「完璧な恋人（Perfect Lover）」と呼ばれた。

## 略歴
ミズーリ州セントルイスで脚本家で舞台俳優の父と舞台女優の母の間に生まれ、1910年に父親が活動写真のセリグ・ポリスコープ社に入るのに伴ってシカゴに移る。セリグ社は1896年に設立された最初期の映画制作会社で、独自の映写機を使って短編物を多数作っていた。同社でカメラマンを志していたが、容姿の良さから俳優に推され、多くの無声映画に出演後、同社で働いていたオーティス・ターナーの助手としてハリウッドへ移る。
共演した17歳の女優ドロシー・ダヴェンポートと1913年に結婚、1917年に一児（のちに俳優）をもうける。D・W・グリフィスの『国民の創生』に脇役で出演したのをきっかけに、フェイマス・プレイヤーズ・フィルム・カンパニー（のちのパラマウント映画）社長のジェシー・L・ラスキーに見いだされ、恋愛物や自動車・鉄道活劇に多数出演し、同社の人気スターになる。
The Valley of the Giants (『巨人の谷』、1919年)の撮影中に鉄道事故で重傷を負った事がきっかけでモルヒネの薬物依存症になり、31歳で死去した。
稲垣足穂はリードの顔を「きゃしゃな近代的な顔」と評し、淀川長治は無声映画の三大美男俳優として早川雪洲、ルドルフ・バレンチノとともにリードを挙げている。

## 主な出演作品
- 国民の創生 - 1915年、監督D・W・グリフィス
- マリア・ローザ - 1915年、監督セシル・B・デミル
- カルメン - 1915年、監督セシル・B・デミル
- ヂャン・ダーク（前後篇） - 1916年、監督セシル・B・デミル
- 神に見離された女 - 1917年、監督セシル・B・デミル
- 悪魔石 - 1917年、監督セシル・B・デミル
- 吹雪を衝いて - 1917年、監督ジョージ・メルフォード
- 仏蘭西の蛍 - 1918年、監督ドナルド・クリスプ
- 探鉱家 - 1918年、監督ドナルド・クリスプ
- 再生の男 - 1918年、監督ウォルター・エドワーズ
- 愛国の血潮 - 1918年、監督ルー・テリジェン
- ヂャンヌ・ダーク（前後篇） -
- 疾風の如くに The Roaring Road - 1919年、監督ジェームズ・クルーズ
- 巨人の谷 - 1919年、監督ジェームズ・クルーズ
- 何急ぐ？ - 1920年、監督サム・ウッド
- ダンス狂 - 1920年、監督サム・ウッド
- 旋風迅雷 - 1920年、監督サム・ウッド
- アナトール - 1921年、監督セシル・B・デミル
- 恐怖の家 - 1921年、監督ドナルド・クリスプ
- 愛の列車 - 1921年、監督フランク・アーソン
- 永遠の世界 - 1921年、監督ジョージ・フィッツモーリス
- 大陸を横断して - 1922年、監督フィリップ・Ｅ・ローゼン
- 世界の選手 - 1922年、監督フィリップ・Ｅ・ローゼン
- 三十日間 - 1922年、監督ジェームズ・クルーズ
- 嵐に散る花 - 1922年、監督ウィリアム・C・デミル

## 画像

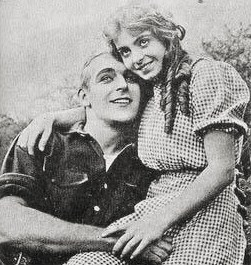
ドロシー・ダヴェンポートと結婚のきっかけとなった共演作『ヒズ・オンリー・サン』（ジャック・コンウェイ (映画監督)作、1912年）
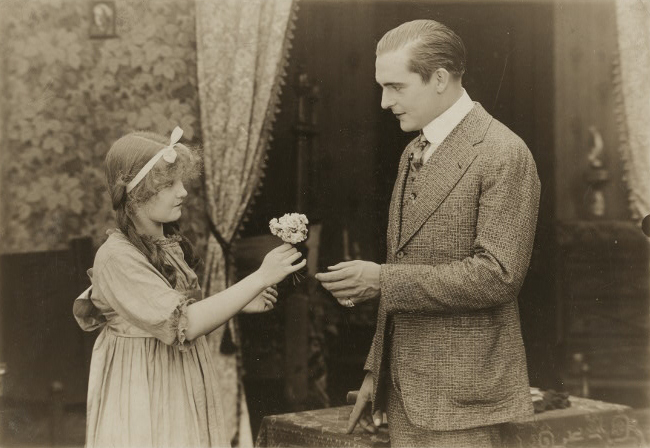
ドロシー・ギッシュとも共演。1915年
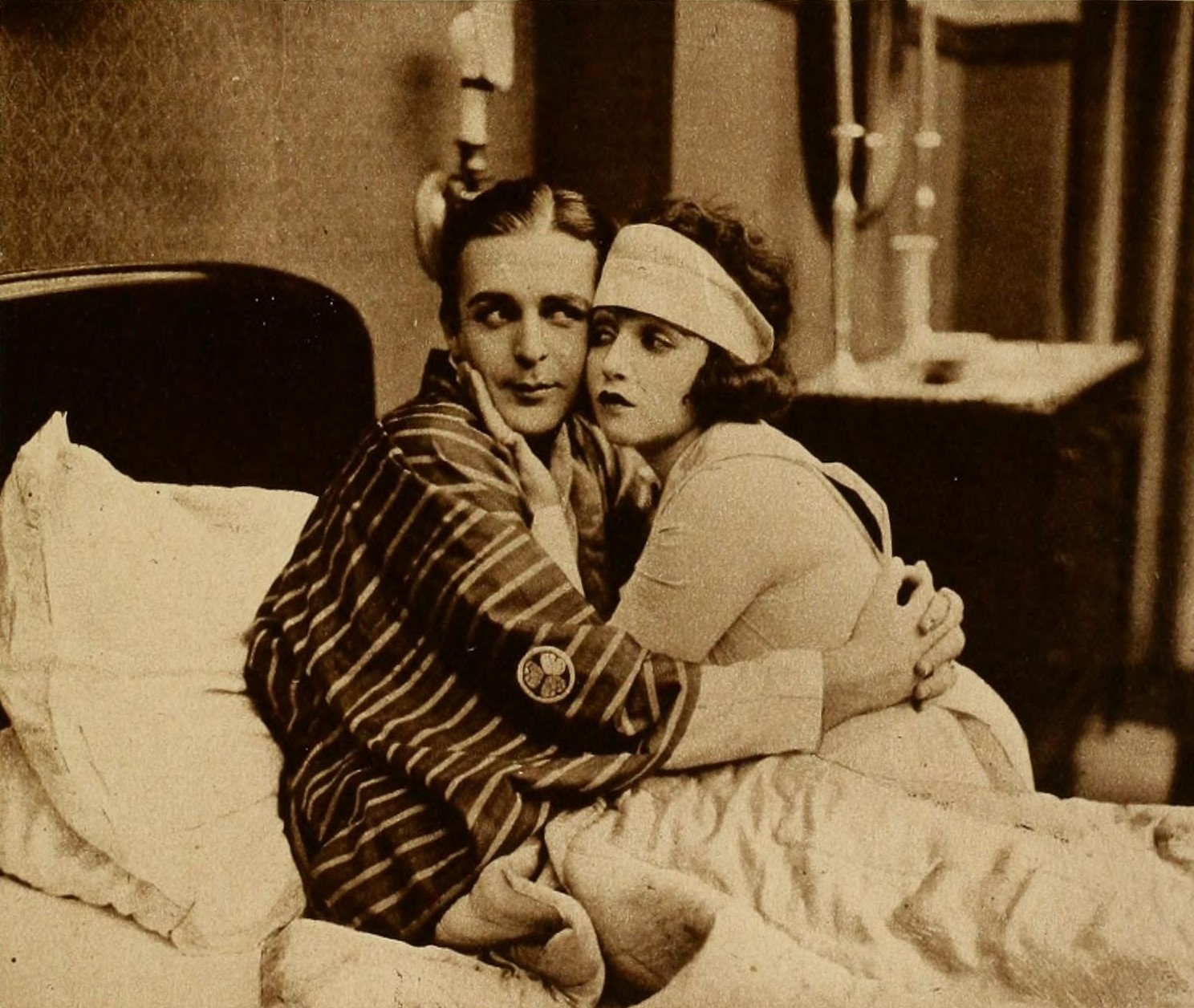
サム・ウッド監督の『シック・アベッド』でビーブ・ダニエルズと。1920年
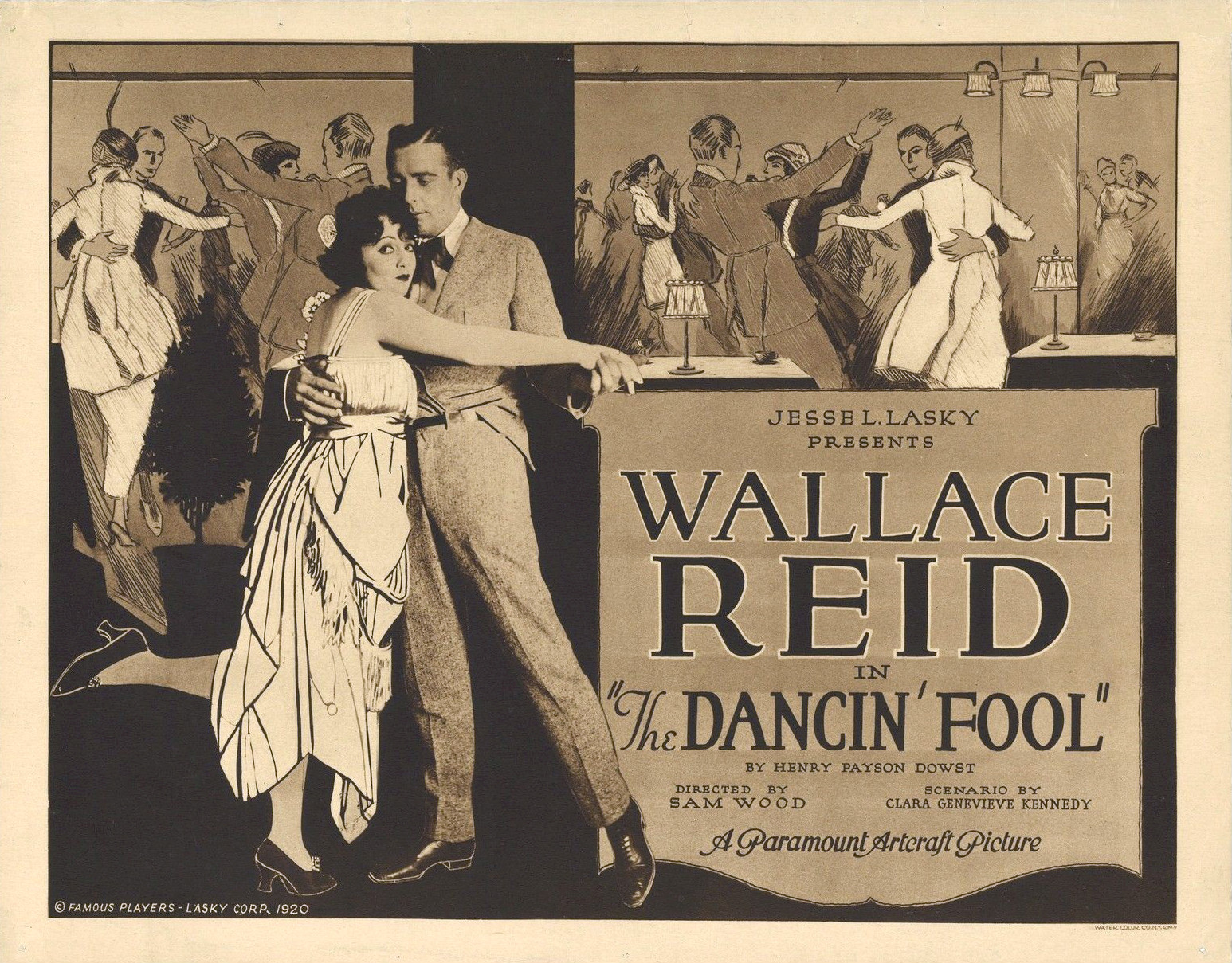
ビーブ・ダニエルズと『ダンス狂』（サム・ウッド作、1920年）